# Borčany
Borčany es un municipio del distrito de Bánovce nad Bebravou en la región de Trenčín, Eslovaquia, con una población estimada a final del año 2024 de 265 habitantes.
Se encuentra ubicado en el centro-sur de la región, cerca del río Bebrava (cuenca hidrográfica del río Danubio) y de la frontera con la región de Nitra.

## Demografía
| Año        | 1994 | 2004    | 2014    | 2024    |
| ---------- | ---- | ------- | ------- | ------- |
| Población  | 259  | 258     | 251     | 265     |
| Diferencia |      | −0,38 % | −2,71 % | +5,57 % |

| Año        | 2023 | 2024    |
| ---------- | ---- | ------- |
| Población  | 270  | 265     |
| Diferencia |      | −1,85 % |